# Lisec, Tolmin
Lisec je naselje v Občini Tolmin.